# 冨山隆
冨山 隆（とみやま たかし、1962年11月12日 - ）は、日本の実業家。神奈川県出身。日産車体株式会社代表取締役 兼 社長執行役員。日産車体九州株式会社代表取締役社長、一般社団法人日本自動車車体工業会会長。

## 人物・経歴
神奈川県出身。1985年、上智大学理工学部卒業。同年4月、日産自動車株式会社入社。2006年、同社 車両生産プレス技術部 主管。2010年、同社 車両生産新車生産技術部 主管。2012年、日産自動車九州株式会社 工務部部長。2015年、タイ日産自動車会社 工場長。2017年、日産自動車株式会社 車両生産技術本部 グローバル工機管理部 アライアンスグローバルダイレクター。2018年、同社 車両生産技術開発本部 生産技術研究開発センター アライアンスグローバルダイレクター。2020年、日産自動車九州株式会社 代表取締役社長。2024年、日産車体株式会社 副社長執行役員。同年6月、同社 代表取締役 兼 社長執行役員 兼 日産車体九州株式会社 代表取締役社長。2025年、日本自動車車体工業会会長。